# Batalla de Kompong Speu
La batalla de Kompong Speu fue un enfrentamiento ocurrido en junio de 1970, cuando las fuerzas conjuntas de la República Jemer y Vietnam del Sur recapturaron la capital de la provincia de Kompung Speu a las fuerzas norvietnamitas que operaban en territorio camboyano. La ciudad había caído en manos de los comunistas el 13 de junio, pero fueron repelidos al cabo de tres días.